# Стадник, Иосиф Дмитриевич
Иосиф Дмитриевич Стадник (укр. Йо́сип Дми́трович Ста́дник; 18 марта 1876, с. Валява Перемышльского уезда (Галиция) — 8 декабря 1954, Львов) — украинский и советский актёр, режиссёр, педагог, переводчик, теоретик и организатор театра, руководитель ряда театров на Украине.

## Биография
В 1894 году окончил Тернопольскую учительскую семинарию. Затем польскую драматическую студию.
В 1984 году, во время гастролей Львовского украинского театра в Тернополе вместе с И. Рубчаком прошёл конкурсный отбор и были зачислены в труппу Львовского театра «Руська бесіда» («Украинская беседа»). С 1898 — режиссёр, в 1906—1913 — директор театра .
В 1917—1918 годах — актёр и режиссёр Театра М. Садовского в Киеве. В 1919 — руководитель Украинского Театра ЗУНР в Станиславове (ныне Ивано-Франковск) и Каменце-Подольском.
В 1921—1939 годах (с перерывами) работал в различных театральных труппах Галиции.
В 1939—1941 годах — художественный руководитель драматического театра им. Леси Украинки во Львове, в 1942—1944 — возглавлял Подкарпатский Театр в Дрогобыче, в 1944—1947 — режиссёр «Театра миниатюр» во Львове.
Общественный деятель. В марте 1940 избран депутатом Верховного Совета Украинской ССР 1-го созыва.
В 1947 году был репрессирован и отправлен в ссылку в Углич, вернулся во Львов в 1954 году, где вскоре умер.

## Творчество
Как театральный режиссёр поставил более 240 спектаклей (в том числе, 160 драматических пьес, 15 опер, 50 оперетт и около 10 сцен в «Театре миниатюр»). Среди них, «Гибель Надежды» (Г. Геерманса), «Призраки» (Г. Ибсена), «Романтические» (Э. Ростана), «Волны моря и любви» (Ф. Грильпарцера), «Вильгельм Телль» (Ф. Шиллера) и др .; оперы: «Еврейка» (Ш. Галеви), «Мадам Баттерфляй» (Д. Пуччини), «Кармен» (Ж. Бизе), «Травиата» (Дж. Верди), «Фауст» (Ш. Гуно), «Сказки Гофмана» (Ж. Оффенбаха), «Проданная невеста» (Б. Сметаны), «Галька» (С. Монюшко) и др.; оперетты «Баядерка», «Марица» (И. Кальмана), «Кльокльо» (Ф. Легара) и др.
В 1931 снялся в фильме А. Я. Каплера «Шахта 12-28» («Донбасс»), а в 1940 — в фильме «Ветер с Востока» режиссёра А. М. Роома.
Перевёл более 50 драматических произведений и либретто опер мировой классики. Оставил книгу воспоминаний.